# 石垣市立富野小中学校
石垣市立富野小中学校（いしがきしりつ とみのしょうちゅうがっこう）は、沖縄県石垣市（石垣島）にある市立小中学校である。

## 沿革
- 1952年（昭和27年）
  - 2月25日 - 川平小学校富野分校設立認可。
  - 4月29日 - 開校式、入学式、始業式挙行。
- 1953年（昭和28年）
  - 2月23日 - 川平中学校富野分校設立認可。
  - 6月6日 - キット台風（昭和28年台風第4号）[1]のため校舎倒壊。
  - 9月7日 - 仮校舎落成。
- 1954年（昭和29年）8月20日 - 鉄筋コンクリート平屋建て校舎落成。
- 1957年（昭和32年）
  - 4月1日 - 独立校となる。
  - 4月29日 - 開校記念及び独立記念式挙行[2]。
- 1972年（昭和47年）5月15日 - 本土復帰に伴い、石垣市立富野小中学校となる[3]。
- 1983年（昭和58年）3月21日 - 小学校校舎落成祝賀会挙行[4]。
- 1984年（昭和59年）3月24日 - 中学校新校舎落成[4]。

## 通学区域
- 字桴海 1-336, 338以上（伊土名地区を除く）[5]